# Roletto
Roletto (Rolèj in piemontese, Rolei in occitano) è un comune italiano di 1 975 abitanti della città metropolitana di Torino in Piemonte.
Si trova nella fascia pedemontana non lontano da Pinerolo; il Municipio fu soppresso nel 1928 per essere inglobato nel comune di Frossasco per essere ricostituito nel 1954.

## Geografia fisica
Adagiato ai piedi del Monte Muretto è situato all'interno della Val Noce; ha un'estensione di 97 ha ed è posto ad un'altitudine di 412 m s.l.m. Il principale corso d'acqua che attraversa il territorio comunale è il Rio Torto, un affluente del Chisola.

## Storia
Il paese (il cui nome originario sembra essere "Ruvereturs" per i numerosi roveri presenti sul suo territorio) fu possedimento dell'Abbazia di Santa Maria in Verano ed il suo nome comparve all'interno delle terre dell'Abbazia per la prima volta nel 1096.

### Simboli
Lo stemma e il gonfalone sono stati concessi con DPR del 29 marzo 1962.

## Monumenti e luoghi d'interesse
Il centro storico è caratterizzato dalla chiesa parrocchiale della Beata Vergine Maria del Monte Carmelo al Colletto, opera di particolare interesse artistico poiché al suo interno si conservano importanti affreschi del XV secolo.
Particolarmente interessante dal punto di vista naturalistico è il Bosco di Roletto, zona di equilibrio ambientale costituita dal Comune, dai volontari dell’AIB e dalla sezione locale del WWF nel 1987, in collaborazione con la Comunità Montana “Pinerolese Pedemontano” ed i proprietari privati dei boschi attigui alla Rocca Vautero, punto panoramico sulla pianura pinerolese.
Il Bosco rappresenta un’area accessibile a tutte le età, con alcuni sentieri di percorso interno.  
Le specie arboree più abbondanti sono il castagno ed il rovere. 
Nella parte superiore il bosco diventa invece quasi prevalentemente di pino silvestre.
Tra gli animali presenti è possibile individuare il capriolo, il cinghiale, la volpe, lo scoiattolo, il ghiro e il topo rosso.
Numerose le specie di uccelli, soprattutto ghiandaie e picchi, ma anche rapaci, prevalentemente poiane ed allocchi.

## Società

### Evoluzione demografica
Negli ultimi cinquant'anni, a partire dall'anno 1961, la popolazione residente è raddoppiata .
Abitanti censiti

## Amministrazione

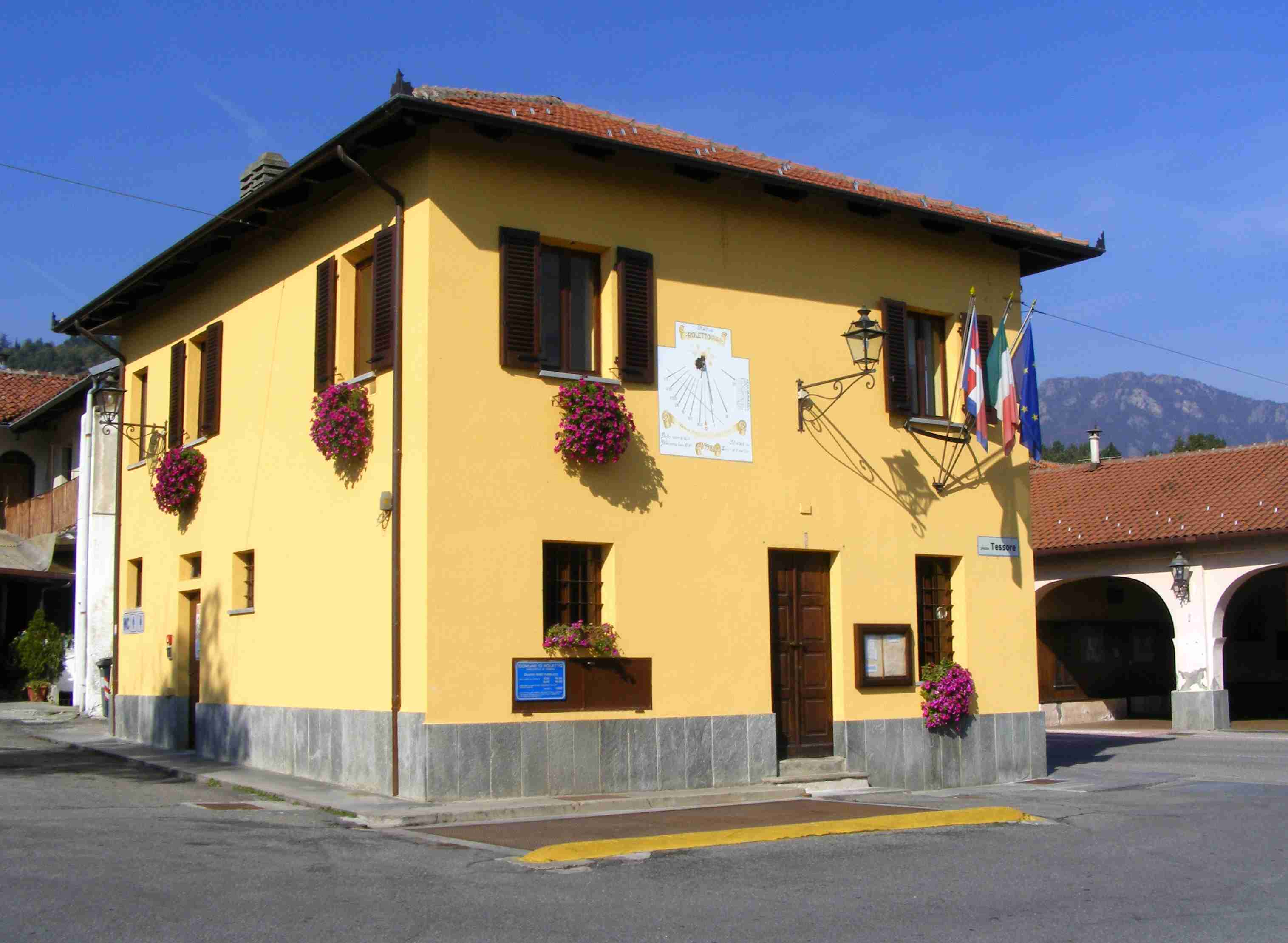
Il municipio

| Periodo | Periodo   | Primo cittadino    | Partito      | Carica  | Note        |
| ------- | --------- | ------------------ | ------------ | ------- | ----------- |
| 2004    | 2009      | Maurizio Tiranti   | lista civica | Sindaco |             |
| 2009    | 2014      | Cristiana Storello | lista civica | Sindaco |             |
| 2014    | 2019      | Cristiana Storello | lista civica | Sindaco | II Mandato  |
| 2019    | 2024      | Cristiana Storello | lista civica | Sindaco | III Mandato |
| 2024    | In Carica | Cristiana Storello | lista civica | Sindaco | IV Mandato  |

### Altre informazioni amministrative
Il comune faceva parte della Comunità Montana Pinerolese Pedemontano.